# Kovačevica (Bulharsko)
Kovačevica (bulharsky Ковачевица) je vesnice a zároveň architektonická rezervace v západní části pohoří Rodopy v Blagoevgradské oblasti v jihozápadním Bulharsku.
Vesnice, která náleží do obštiny Gărmen, se nachází v kopcovitém terénu v pohoří Západních Rodop v nadmořské výšce okolo 1050 m n. m. v údolí nad řekou Kanina. Přibližně 24 km od vesnice se nachází město Goce Delčev a nejbližší obydlené místo je přibližně 5  km vzdálená vesnice Gorno Drjanovo.

## Dějiny
Předpokládá se[zdroj?], že první osídlení tvořili lidé, kteří se do této oblasti přestěhovali z vedlejší vesnice Ribnovo a pravděpodobně i z města Bansko. Jméno vesnice je poprvé zmíněno v osmanských záznamech z 15. a 16. století, kdy bylo ve vesnici registrováno 17 obyvatel. V 18. století se do vesnice přistěhovali i Bulhaři z řecké západní Makedonie, konkrétně z města Kastoria a okolí. Zajímavostí je, že po celou dobu osmanské nadvlády zůstala (až na malou romskou menšinu) Kovačevica čistě bulharskou a pravoslavnou vesnicí. Největší rozmach vesnice zažívala na přelomu 19. a 20. století, kdy se zde nacházelo přibližně 250 obytných domů a žilo 1740 obyvatel (1728 Bulharů a 12 Romů). V následujících letech počet domů klesl na 209.

## Obyvatelstvo
Ve vsi žije 47 stálých obyvatel a je zde trvale hlášeno 27 obyvatel. Podle sčítání 1. února 2011 byli všichni obyvatelé Bulhaři.

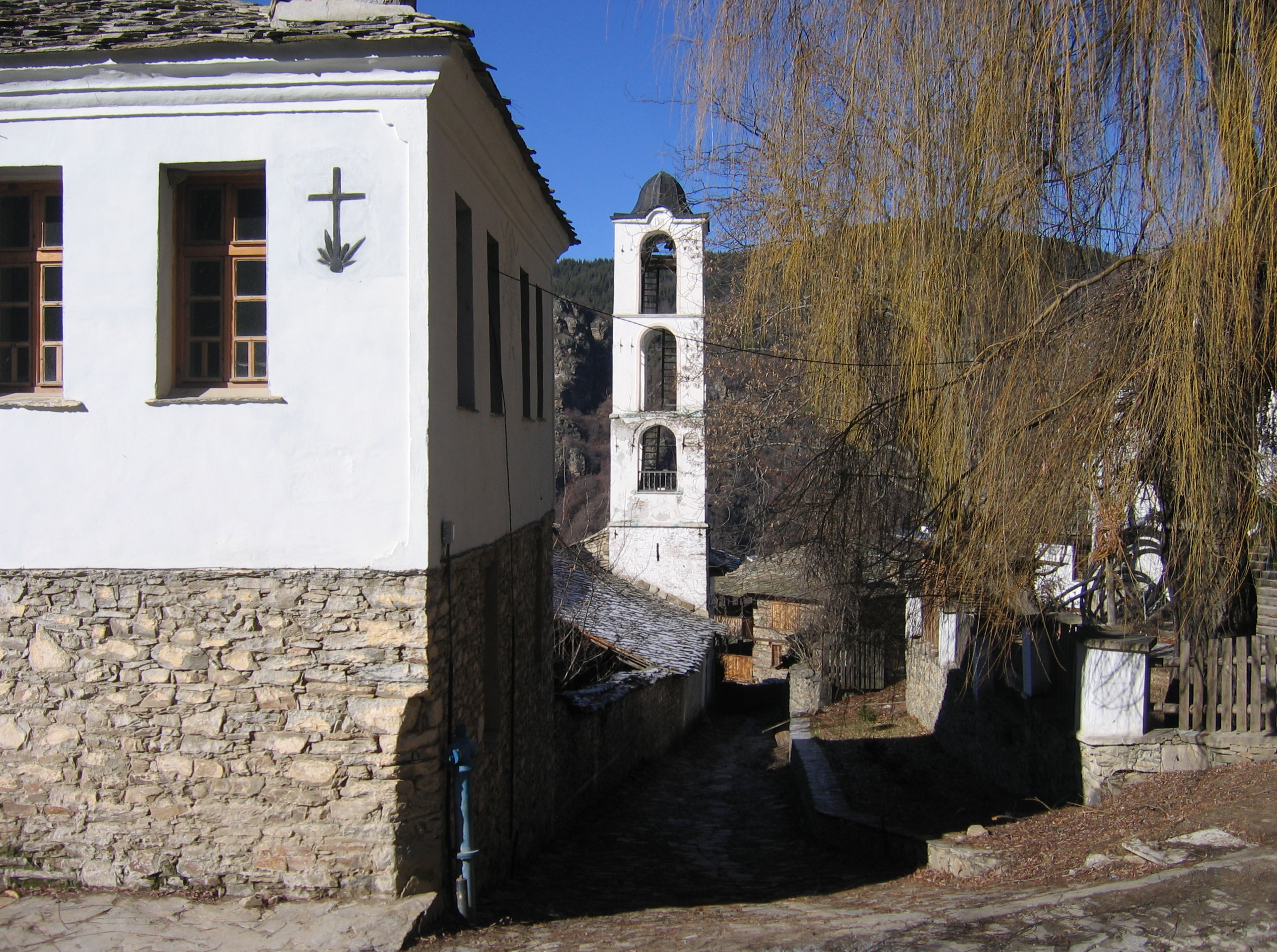
Kostel sv. Mikuláše
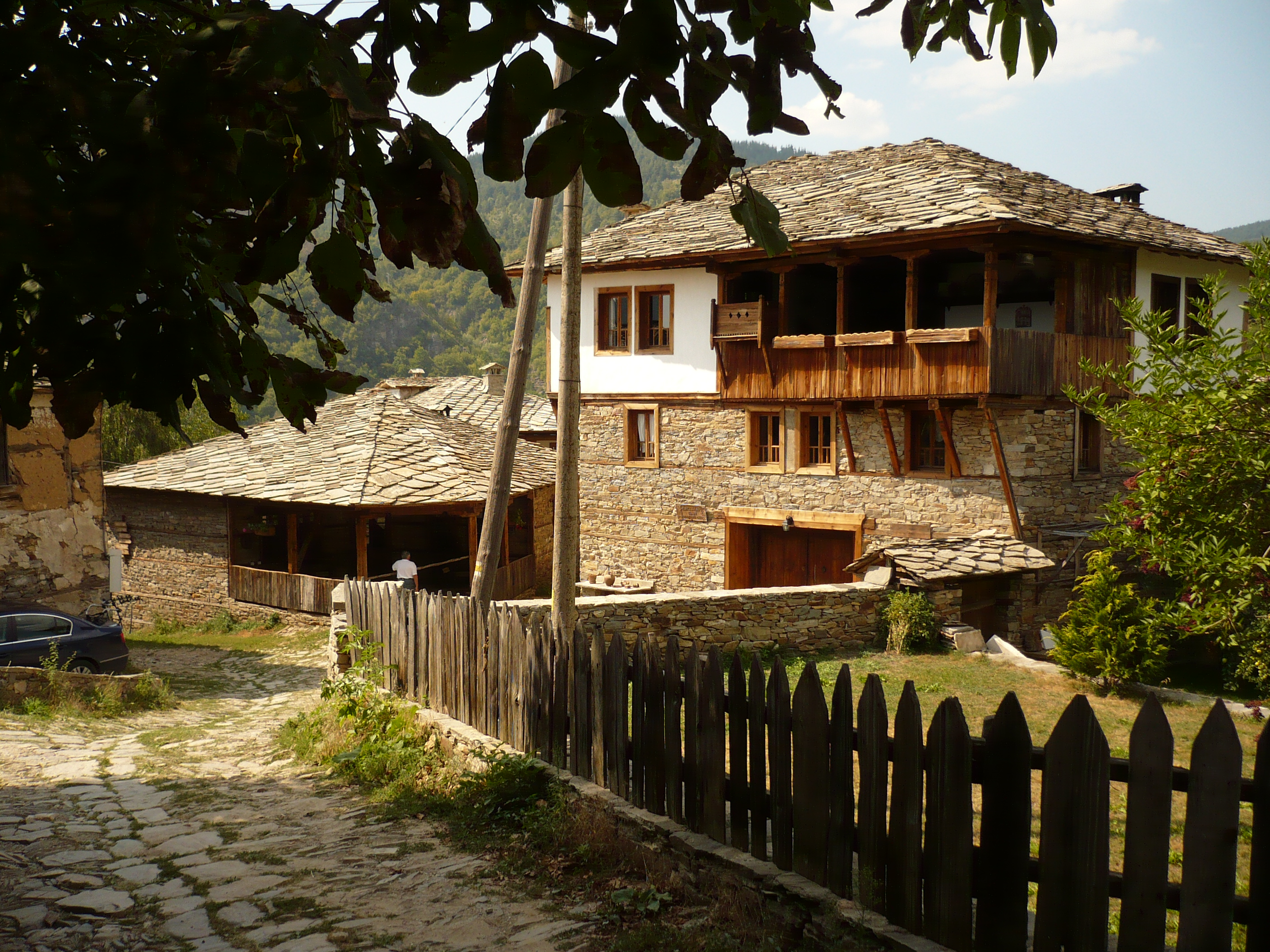
Venkovská usedlost
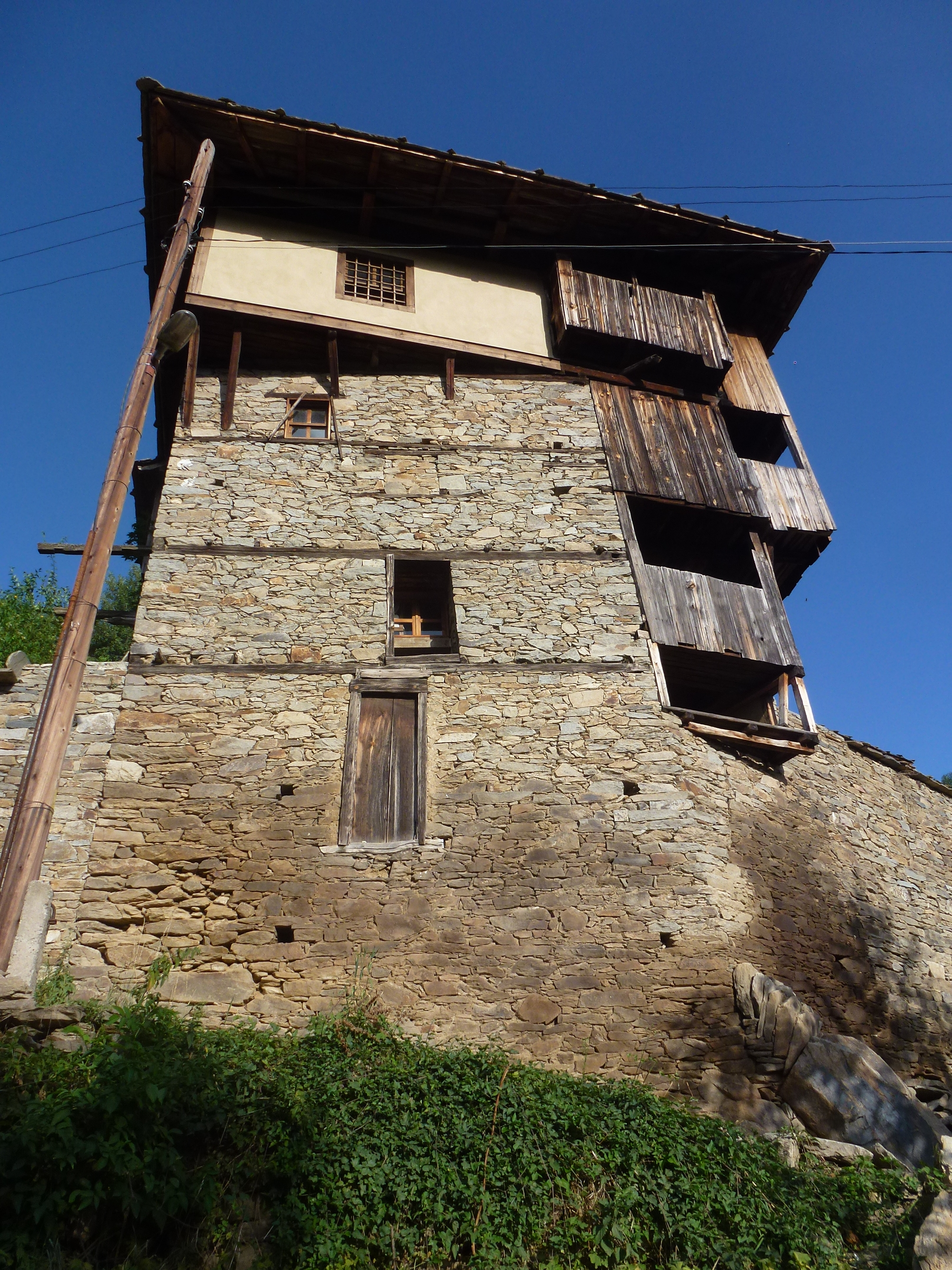
Jeden z nejvyšších venkovských renesančních domů v Bulharsku
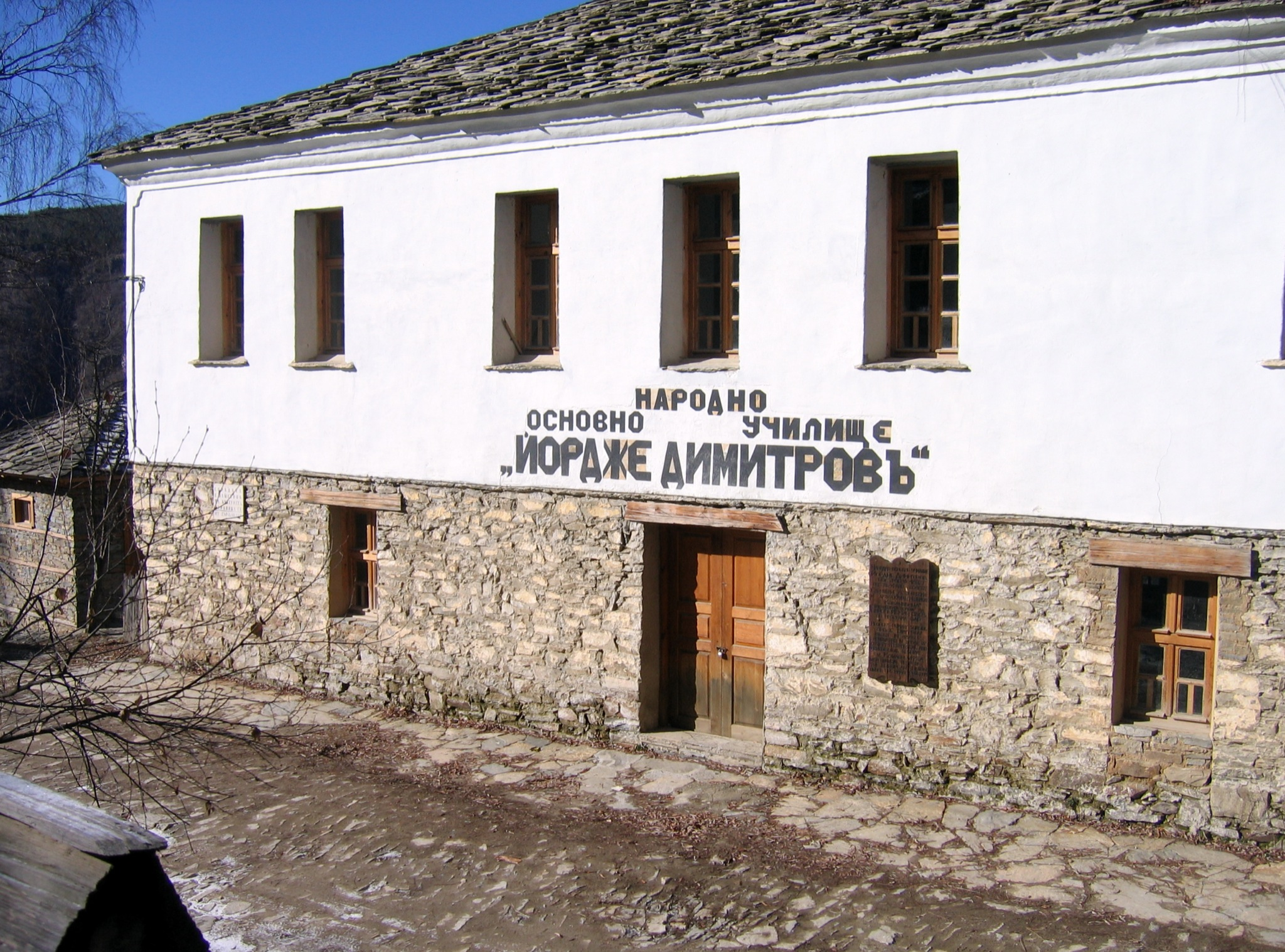
Národní základní škola Jordžeho Dimitrova

## Památky
Celá vesnice si zachovala svůj autentický stav z přelomu 18. až 19. století. Domy jsou téměř celé postavené z kamene, včetně střech, jen nejvyšší domy mívají poslední patro ze dřeva. Vesnice je zapsána jako architektonická rezervace, podobně jako například Koprivštica nebo Starý Plovdiv, zejména kvůli své zachované architektuře z období bulharského národního obrození. Jednou z nejvýznamnějších staveb je chrám svatého Mikuláše.